# 隱紋南鰍
隱紋南鰍（學名：Schistura cryptofasciata）為輻鰭魚綱鯉形目條鰍科南鰍屬的其中一種。分布於亞洲中國雲南省南亭河流域，體長可達9.3公分，棲息在水流湍急、岩石底質的河川底層水域，生活習性不明。

## 扩展阅读
維基物種上的相關：隱紋南鰍